# Fort Prince George
Fort Prince George var ett fort som började byggas på våren 1754 av Ohio Company of Virginia vid Alleghenyflodens och Monongahelaflodens sammanflöde vid vad som nu är Pittsburgh, men erövrades av Nya Frankrike innan det var färdigt. 

## Bakgrund
Ohio Company of Virginia behövde bygga ett fort för att uppfylla villkoren för de 200 000 engelska tunnland man förlänats av den brittiska kronan i Ohiolandet. 1752 utverkade man Irokesförbundets tillåtelse till detta. Tjugo nickhakar och ammunition beställdes från London. Robert Dinwiddie, Virginias guvernör, men också en ledande medlem av Ohio Company of Virginia, fick ett löfte om att den brittiska kronan skulle ställa kanoner till Ohiokompaniets förfogande för att användas på den nya skansen. 1753 fick Dinwiddie instruktioner från London om att fortet måste uppföras och fransmännen drivas bort frånOhiodalen, vid behov med våld.

## Byggnation
Fortet började byggas i februari 1754 då Senecahövdingen Half King, irokesernas ledare i Ohiodalen, fick äran att lägga den första syllen. Byggmästarna från Ohiokompaniet utnämndes till officerare och timmermännen mönstrades som soldater vid Virginias provinstrupper (Virginia Regiment).

## Fransk erövring
Redan när den första syllen lades, gick det rykten om att fransmännen var på marsch för att avbryta byggnationen. I april kom en fransk truppstyrka till platsen, omringade den och tvingade virginierna att kapitulera. De fick fritt avmarschera och ta med sig all lös egendom. Fransmännen övertog byggnadsverken och anlade ett franskt fort, Fort Duquesne. Från Frankrikes sida anklagades Ohiokompaniet för att av rent vinstintresse äventyra freden mellan Frankrike och Storbritannien.

## Fransk-indianska kriget
När guvernör Dinwiddie fick rapport om det inträffade beordrade han George Washington att med en truppstyrka avhysa fransmännen. Detta ledde till Washingtons överfall på Jumonville, en skärmytsling som utlöste det fransk-indianska kriget.